# حمله با خودرو

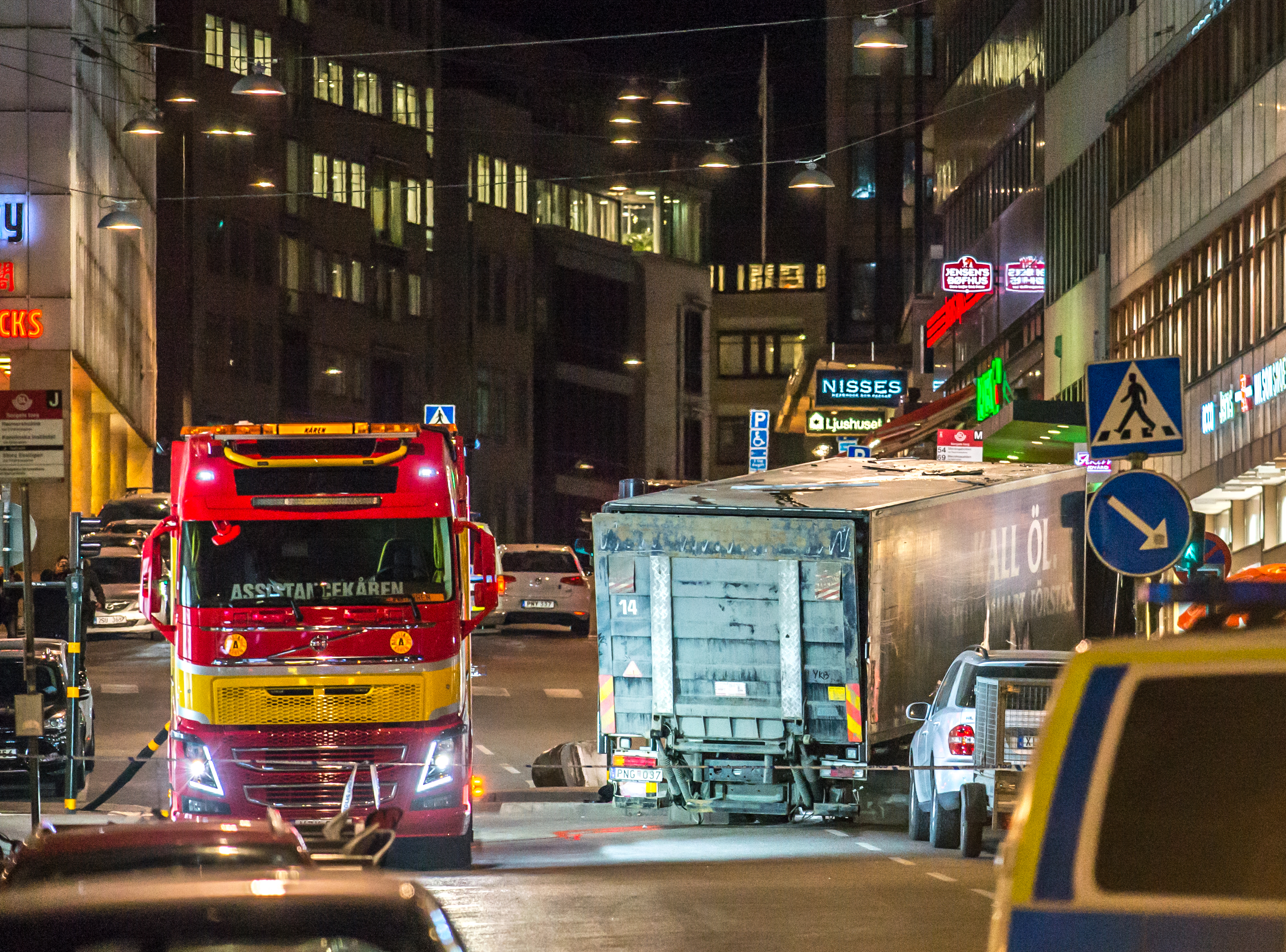
حمله ۲۰۱۷ استکهلم، ۵ کشته

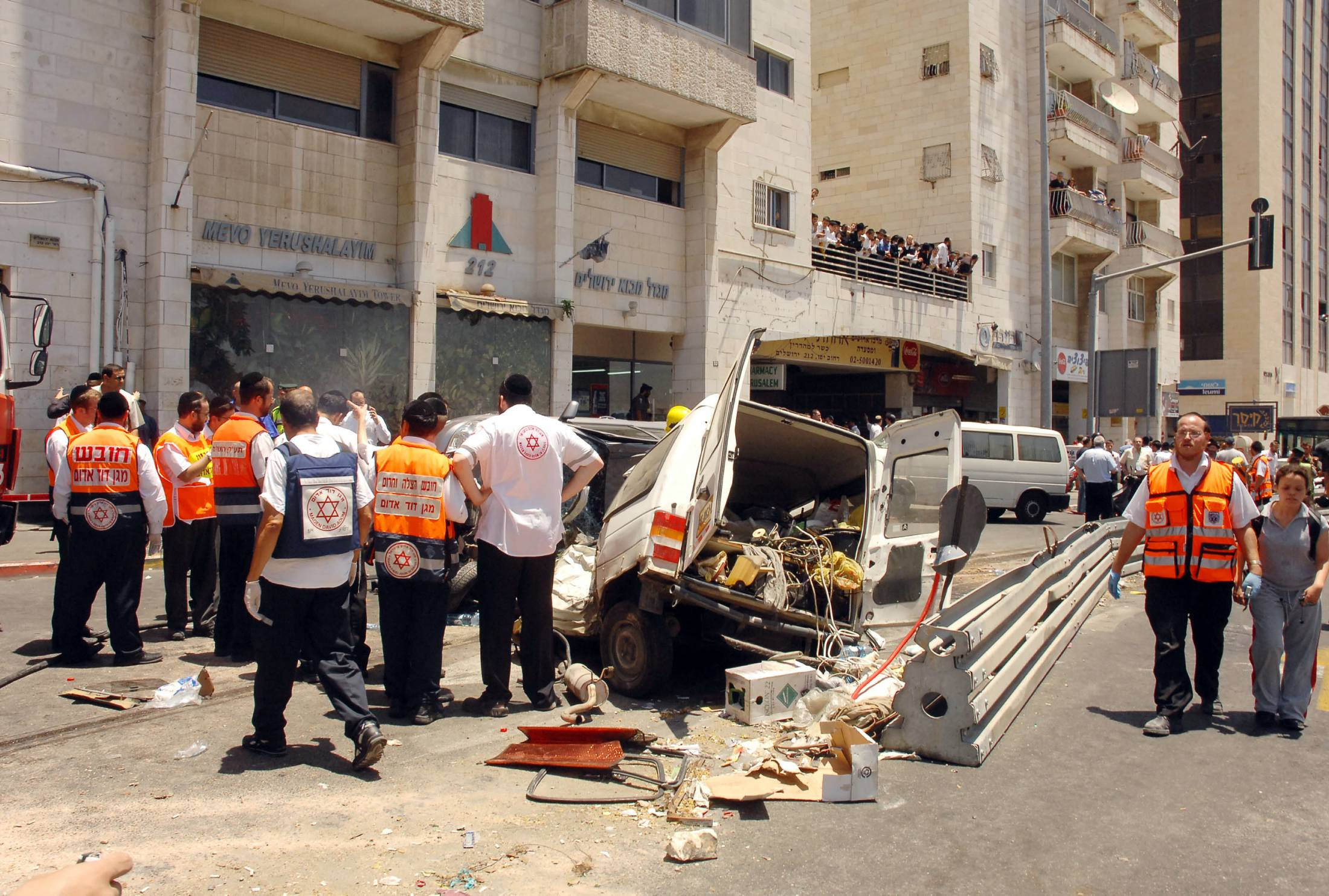
۲۰۰۸ حمله با بولدوزر در اورشلیم، ۳ کشته.

حمله با خودرو (انگلیسی: Vehicle-ramming attack) یک شکل از حمله است که در آن مجرم عمداً یک وسیله نقلیه موتوری را به یک ساختمان، یا یک جمعیت از مردم، یا وسیله نقلیه دیگری می‌کوبد. طبق گفته تحلیلگران اطلاعات جهانی استرافور، این حملات، یک تاکتیک جدید ستیزه‌جویی است که کمتر کشنده است ولی امکان جلوگیری اش از بمب‌گذاری‌های انتحاری دشوارتر است.
راندن عمدی خودرو به جمعیت از تاکتیک‌هایی است که تروریست‌ها استفاده می‌کردند، این روش تبدیل به یک تاکتیک تروریستی بزرگ در سال‌های ۲۰۱۰ شد چرا که نیاز به مهارت کمی داشته و این پتانسیل را دارد که باعث تلفات قابل توجه بشود. راندن عمدی خودرو نیز مانند سایر انواع جنایتها، از جمله حوادث خشم جاده ای می‌باشد. واقعه راندن عمدی خودرو رانندگی نیز گاهی ناشی از اختلال روان‌پزشکی راننده است.
حمله با خودرو همچنین توسط مهاجمان برای رخنه به یک ساختمان با دروازه‌های بسته قبل از وقوع عملیات انفجاری مانند حمله  سنت کوئنتین-فالاویور مورد استفاده قرار می‌گیرد.

## افزایش در قرن بیست و یکم
در قرن بیست و یکم، شاهد افزایش حملات خودرو توسط افرادی معتقد به ایدئولوژی، به عنوان اعمال تروریستی هستیم. اندرو کین، مقاله‌نویس کانادایی در سال ۲۰۱۴، این پدیده را به عنوان یک شکل از «میکرو تروریسم» توصیف کرده و استدلال می‌کند که «کانادایی‌ها» بهتر به پدیده غم‌انگیز تروریست‌های خانگی عادت کرده‌اند که به هر دلیلی در سرش هست که هر تعداد شهروندانش را در خدمت اهدافش بکشد.

## علل افزایش استفاده از این تاکتیک
به گفته اداره تحقیقات فدرال آمریکا، این تاکتیک محبوبیت فراوانی یافته‌است، زیرا «حمله با خودرو، به تروریستها که در دسترسی به مواد منفجره یا سلاح محدودیت دارند این فرصت را فراهم می‌کند تا با امکانات محلی و با حداقل آموزش و بدون تجربه قبلی دست به عملیات تروریستی بزنند.» محقق مبارزه با تروریسم داوید گرانشتین راس از بنیاد دفاع از دموکراسی گفت پرتاب سنگ تاکتیک رو به افزایش در مقابل اسرائیل، است زیرا «موانع امنیتی در جلوگیری از آن مؤثر نیست، در حالی که وارد کردن بمب بداخل کشور مشکل است.» در سال ۲۰۱۰، اینسپایر، مجله آنلاین، انگلیسی زبان تولید شده توسط القاعده در شبه جزیره عربی از جهادگران خواست مکان‌های «عابران پیاده» را انتخاب کرده و قبل از حمله ماکزیمم سرعت را داشته باشند تا ماکزیمم تلفات به‌دست آید.

حملات وسیله نقلیه می‌تواند توسط تروریست‌های تک افتاده که از یک ایدئولوژی الهام گرفته‌اند انجام گیرد، در حالی که این افراد در واقع در یک جنبش یا گروه سیاسی خاص کار نمی‌کنند. یعقوب سیگل نویسنده The Daily Beast, اظهار می‌کند که عاملان حمله با خودرو سال۲۰۱۴ Couture-Rouleau ممکن است یک عملیات تروریستی باشد که غرب در آینده می‌تواند بیشتر ببیند، آنچه که او شرح می‌دهد، و بری جنکینز از شرکت رند نیز دنبال می‌کند، به عنوان «سگ‌های ولگرد»، و نه گرگ‌های تنها، آن‌ها را به عنوان «ناسازگار» توصیف می‌کند که از طریق قرار گرفتن در معرض تبلیغات اسلام‌گرایانه از «خشم نفوذ به اقدامات مرگبار خودجوش» منتقل می‌کند. ویدیوی تبلیغاتی ۲۰۱۴ توسط داعش هواداران فرانسوی را برای استفاده از ماشین برای نابودی غیرنظامیان، تشویق می‌کرد.

## اقدامات حفاظتی

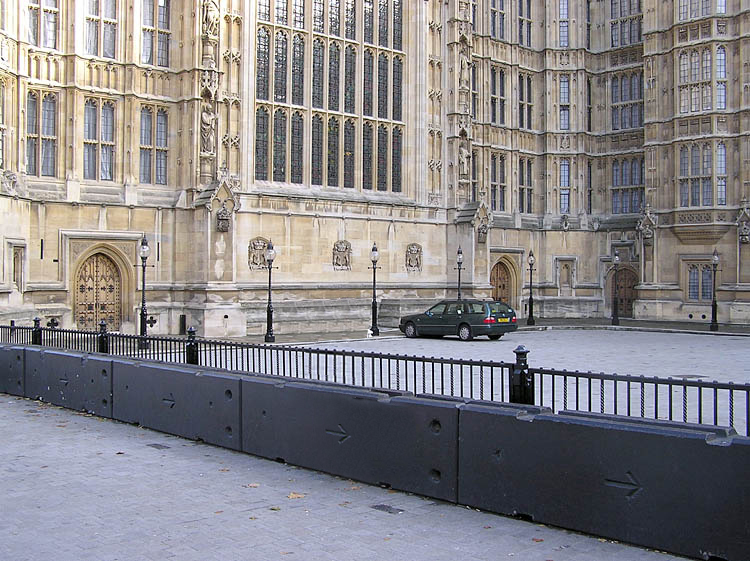
اقدامات امنیتی برای حفاظت از مجلس نمایندگان در لندن، انگلستان. این بلوک‌های سنگین بتن برای جلوگیری از بمب‌گذاری ماشین یا دستگاه دیگر در جلوی ساختمان طراحی شده‌اند

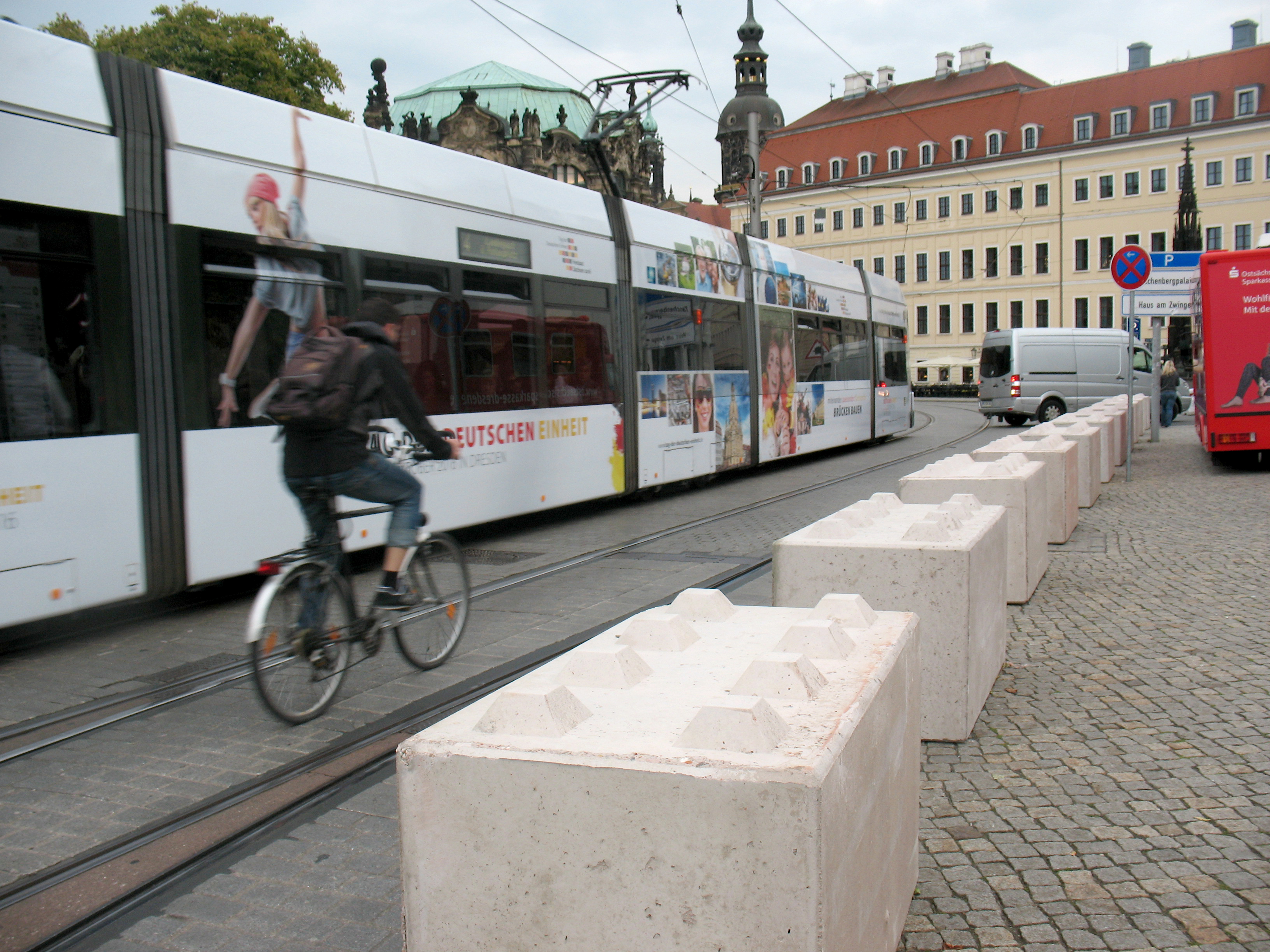
بلوک‌های بتنی در مرکز شهر درسدن در مراسم روز جهانی وحدت ملی در سال ۲۰۱۶

در ۲۳ اکتبر سال ۲۰۱۴، مؤسسه ملی علوم ساختمان ایالات متحده طراحی ساختمان خود را برای مقابله با حملات احتمالی با خودرو بروز کرد.
موانع امنیتی خسارتهای حمله فرودگاه گلاسکو در سال ۲۰۰۷ را به میزان زیادی کاهش داد. موانع امنیتی حمله خودرو در آلون شوت در سال ۲۰۰۴ را مانع شد به‌طوری که مهاجم مجبور شد خودرو را رها کرده و به صورت پیاده با چاقو به عابران پیاده که در ایستگاه اتوبوس ایستاده بودند حمله کرد.
رئیس پلیس برلین، کلاس کندت، استدلال کرد که موانع نتوانستند مانع از حمله به برلین ۲۰۱۶ شوندو لازم است که برای جلوگیری از این نوع حملات اقدامات امنیتی «متنوع، پیچیده و غیرقابل دور زدن» مورد استفاده قرار گیرد.
در حالی که فقط مکان‌های مشخصی را می‌توان از این طریق محافظت کرد، پیچهای تنگ و خیابان‌های باریک ممکن است مانع رسیدن خودروهای بزرگ به سرعت قبل از رسیدن به یک مانع شود.

## فهرست حملات حمل و نقل خودرو

### تروریسم
- ۱۹۸۱ بمب‌گذاری سفارت عراق، بیروت، لبنان (حمله به عابر پیاده نبود: حمله به ساختمان و سپس انفجار)
- ۱۹۸۳ بمب‌گذاری‌های سربازخانه‌های بیروت، لبنان (حمله به ساختمان + انفجار)
- ۲۰۰۱ حمله آذور، اسرائیل (حمله به عابرین پیاده، اغلب سربازان)
- ۲۰۰۱ بمب‌گذاری جامو و کشمیر (حمله به در ورودی ساختمان + انفجار + آتش‌سوزی)
- ۲۰۰۲ لیون، حمله با ماشین، فرانسه (حمله به ساختمان + آتش)
- ۲۰۰۶ حمله، دانشگاه کارولینای شمالی، ایالات متحده (حمله به عابرین پیاده با خودرو)
- حمله فرودگاه بین‌المللی گلاسکو، اسکاتلند، انگلستان (حمله به ساختمان با خودرو + سیلندر گاز انفجاری)
- ۲۰۰۸ حملات خودرو در اورشلیم، اسرائیل (حمله با خودرو به وسایل نقلیه و مردم)
- ۲۰۰۸ حمله بولدوزر در اورشلیم، اسرائیل (حمله با خودرو به عابرین پیاده)
- ۲۰۱۱ حمله کامیون در تل آویو، اسرائیل (حمله با خوردو به وسایل نقله و مردم)
- ۲۰۱۱ حمله به کلوپ شبانه در تل آویو، اسرائیل (حمله با خودرو و سپس حمله با چاقو)
- ۲۰۱۳ قتل لی ریگبی، لندن، انگلستان، بریتانیا (حمله با خودرو و سپس حمله با چاقو)
- ۲۰۱۳ حمله میدان تیانانمن، چین (حمله با خودرو به مردم + سوزاندن مردم در شعله‌های آتش)
- ماه مه ۲۰۱۴حمله اورومچی (حمله با خودرو + پرتاب بمب از وسیله نقلیه)
- ۲۰۱۴ حمله اورشلیم، اسرائیل (حمله با خودرو به مردم + اتوبوس)
- ۲۰۱۴ حمله ژانر ریشلی، کانادا (حمله با خودرو)
- اکتبر ۲۰۱۴ حملات خودرویی اورشلیم، اسرائیل (نیروهای مردمی)
- نوامبر ۲۰۱۴ حملات حمله با خودرو در اورشلیم، اسرائیل (حمله با خودرو + برخورد با یک دروازه فلزی)
- ۲۰۱۴ آون شوت حمله، کرانه غربی (شکست خوردن + خرابکاری)
- ۲۰۱۴ حمله دیون، فرانسه (حمله با خودرو به مردم)
- ۲۰۱۴ حملات نانت، فرانسه (حمله با خودرو به مردم)
- ۲۰۱۶، حمله در فرانسه، فرانسه (حمله با خودرو + تیراندازی)
- ۲۰۱۶ حمله در دانشگاه ایالتی اوهایو در آمریکا (حمله با خودرو + حمله با چاقو)
- ۲۰۱۶حمله برلین، آلمان (تیراندازی راننده کامیون + حمله با خودرو)
- ۲۰۱۷ حمله کامیون اورشلیم، اسرائیل (حمله با خودرو به مردم)
- ۲۰۱۷ حملهٔ وست مینستر، لندن، انگلستان، (حمله با خودرو + حمله با چاقو؛ بعضی از قربانیان از پل وست مینیستر به پایین پرتاب شدند)
- ۲۰۱۷حمله استکهلم۲۰۱۷، سوئد (حمله با خودرو به مردم)
- ژوئن ۲۰۱۷ حمله لندن انگلستان، (حمله با خودرو + حمله با چاقو)[۲۱]
- ۲۰۱۷ حمله فینبوری پارک، لندن، انگلستان، (حمله با خودرو به مردم)
- ژوئیه ۲۰۱۷ حمله با خودرو، پاریس، فرانسه (حمله با خودرو به خودروی پلیس)
- ۲۰۱۷ حمله به مسجد پاریس[۲۲]
- ۲۰۱۷حمله لوالیوس فرانسه، (حمله با خودرو به سربازان)
- ۲۰۱۷ حمله شارلوتزویل، در جریان تظاهرات «متحد شدن» در شارلوتزویل، ویرجینیا، ایالات متحده (حمله با خودرو به مردم)
- ۲۰۱۷ حملات بارسلونا (حمله با خودرو به مردم)
- ۲۰۱۷ حمله ادمونتون، کانادا (حمله با خودرو به مردم + حمله با چاقو)
- ۲۰۱۷ حمله با خودرو در نیویورک (حمله با خودرو به دوچرخه سواران و دونده‌ها)